# Camino portugués

Les itinéraires du pèlerinage de Saint-Jacques-de-Compostelle au Portugal

Le Camino portugués (portugais : Caminho Português, galicien : Camiño Portugués ou « chemin portugais » en français) est le nom de plusieurs itinéraires du pèlerinage de Saint-Jacques-de-Compostelle qui commencent au Portugal. Deux points de départ principaux sont Lisbonne (610 km jusqu'à Saint-Jacques-de-Compostelle) et Porto (227 km jusqu'à Saint-Jacques-de-Compostelle). Le Camino portugués est le deuxième itinéraire le plus populaire après le Camino francés (20,72% de tous les pèlerins en 2018, selon le Bureau d'Accueil des Pèlerins de la Cathédrale de Saint-Jacques-de-Compostelle.

## Itinéraires
À partir de Porto, Il y a deux variantes principales: l'une de l'intérieur via la province d'Ourense et une autre par la côte via la province de Pontevedra. Les deux se confondent à Orense avec la Vía de la Plata. Il existe plusieurs sous-variantes des deux variantes. Il y a aussi des itinéraires secondaires.

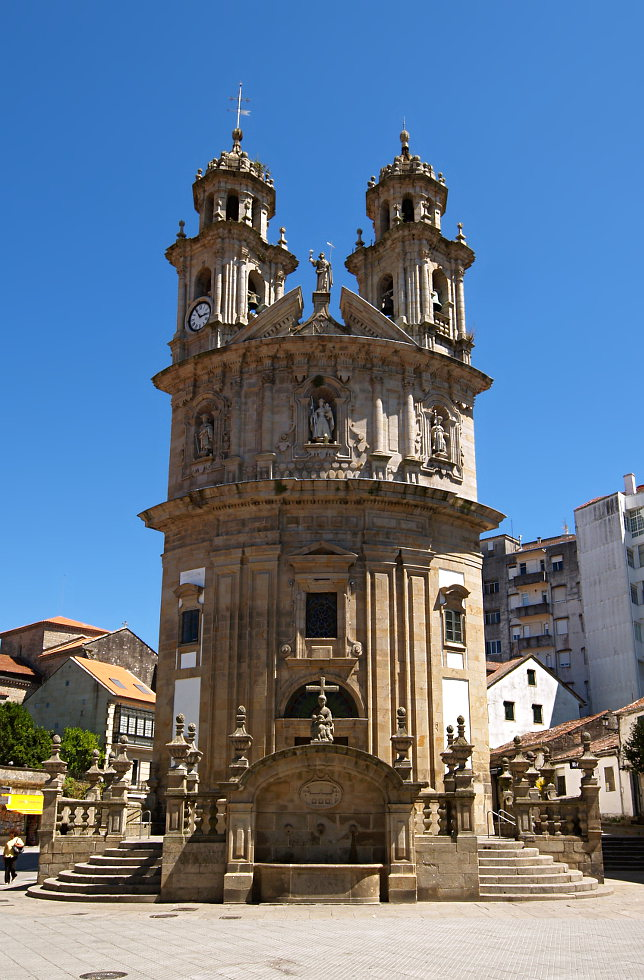
Église de la Vierge Pèlerine, point incontournable d'arrêt à Pontevedra

### Camino portugués central
Portugal
- Lisbonne
- Alpriate
- Vila Franca de Xira
- Azambuja
- Santarém
- Golegã
- Tomar
- Alvaiázere
- Alvorge
- Cernache
- Coimbra
- Sernadelo
- Agueda
- Albergaria-a-Velha
- São João da Madeira
- Grijó
- Porto
- Vilarinho
- Barcelos
- Ponte de Lima
- Rubiães

Espagne
- Tui
- Redondela
- Pontevedra
- Caldas de Reis
- Padrón
- Saint-Jacques-de-Compostelle

### Camino portugués de la Costa
Portugal
- Porto
- Labruge
- Póvoa de Varzim
- Marinhas
- Viana do Castelo
- Caminha

Espagne
- Porto Mougás
- A Ramallosa
- Vigo
- Redondela
- Pontevedra
- Caldas de Reis
- Padrón
- Saint-Jacques-de-Compostelle